# أتوغاسرو
أتوغاسرو أو القصير (تصغير لكلمة قصر) هي قرية أمازيغية في مدينة يفرن الليبية ومعناها (آل القصر) وتقع على بعد 3كم عن مركز المدينة.